# Circondario di Lecce
Il circondario di Lecce era uno dei circondari in cui era suddivisa l'omonima provincia.

## Storia
Il circondario fu creato nel 1860. Il circondario di Lecce fu abolito, come tutti i circondari italiani, nel 1927 nell'ambito della riorganizzazione statale voluta dal regime fascista. Tutti i comuni che componevano il circondario sono rimasti nella provincia di Lecce, tranne i comuni di San Pietro Vernotico, Cellino San Marco e Torchiarolo che sono stati accorpati alla Provincia di Brindisi.

## Suddivisione
Il circondario di Lecce era suddiviso in 11 mandamenti:
- Campi Salentina
- Carpignano
- Copertino
- Galatina
- Lecce
- Martano
- Monteroni di Lecce
- Novoli
- Otranto
- San Cesario di Lecce
- Vernole